# Alfred Flatow
Alfred Flatow (født 3. oktober 1869, død 28. december 1942) var en tysk sportsudøver, særligt inden for gymnastik, atletik og vægtløftning. Han deltog i de første Olympiske Lege i Athen. 
Flatow indledte sin elitesportskarriere i 1888, hvor han primært dyrkede gymnastik. Han deltog i en italiensk gymnastikfestival i 1895, hvorefter han tog med til OL 1896 i gymnastik og atletik. Han var tilmeldt i otte gymnastik- og seks atletikdiscipliner, men endte med blot at stille op i gymnastikkonkurrencerne.
Flatow deltog i barre, hvor han vandt konkurrencen blandt de atten deltagere, mens schweiziske Louis Zutter blev nummer to. I reck blev han nummer to efter sin landsmand Hermann Weingärtner. Derudover var han del af det tyske hold, der vandt guld i barre, hvor de vandt over to græske hold, og i reck, hvor de var eneste deltagere. Han deltog desuden i bensving, spring over hest og ringkonkurrencen, hvor hans placering ikke er kendt, ud over at han ikke blev blandt de to bedste.
I lighed med de fleste af sine landsmænd blev Flatow efter legene ekskluderet af det tyske gymnastikforbund, der ikke billigede internationalt samarbejde på den tid.
Flatow havde siden 1890 arbejdet som gymnastiklærer og begyndte at skrive bøger om sporten i begyndelsen af 1900-tallet. I 1933 blev han presset ud af sin gymnastikklub, fordi han var jødisk, men blev ikke desto mindre hædret ved OL 1936 i Berlin, hvortil alle hidtidige tyske olympiske mestre var inviteret. I 1938 flygtede han til Holland som følge af den øgede forfølgelse af jøderne i Tyskland; her blev han genforenet med sin fætter, Gustav Flatow, der også havde deltaget i OL 1896. Efter den tyske besættelse af Holland blev jøderne også her forfulgt, og i 1942 blev Alfred Flatow anholdt og – trods appeller fra en anden gymnast, Christian Busch – deporteret til Theresienstadt, hvor han døde af sult, 73 år gammel i 1942. Hans fætter Gustav blev også sendt i koncentrationslejr og døde i 1945.
I 1987 indstiftede det tyske gymnastikforbund Flatow-medaljen til minde om Alfred og Gustav Flatow; den uddeles til gymnaster, der laver fremragende præstationer i mangekamp.
I 1997 ærede Berlin deres minde ved at omdøbe Reichssportfeldstraße en gade udenfor det Olympiske stadion. De omdøbte gaden til Flatowallé. En sportshal blev kaldt Flatow-Sporthalle, og Deutsche Post udgav et frimærke med de to fætre Flatow.